# Özcan
Özcan [ˈøzd͡ʒɑ̆n] ist ein männlicher Vorname und Familienname.

## Bedeutung
Özcan ist ein türkischer Vorname. Mit der Zeit wurde Özcan auch zum Familiennamen vieler türkischer Familien. Der Name lässt sich wie folgt übersetzen:
- das „Öz“ steht für das Originale, Ursprung, vom Anfang oder der Entstehung
- „Can“ heißt wortwörtlich übersetzt „Seele“.
Somit bedeutet der Name Özcan „ursprüngliche Seele“.

## Namensträger

### Vorname
- Özcan Arkoç (1939–2021), türkischer Fußballspieler und -trainer
- Özcan Bizati (* 1968), türkischer Fußballspieler und -trainer
- Özcan Çetinkaya (* 1978), türkischer Boxer
- Özcan Coşar (* 1981), deutsch-türkischer Comedian, Kabarettist, Moderator und Schauspieler
- Özcan Dağ (* 1983), türkischer Fußballspieler
- Özcan Deniz (* 1972), türkischer Musiker und Schauspieler
- Özcan Güler (* 1975), deutsch-türkischer Fußballspieler
- Özcan Kızıltan (* 1959), türkischer Fußballspieler und -trainer
- Özcan Melkemichel (* 1968), schwedischer Fußballtrainer
- Özcan Mutlu (* 1968), deutscher Politiker
- Özcan Yeniçeri (* 1954), türkischer Pädagoge und Politiker

### Familienname
- Açelya Özcan (* 1986), türkische Schauspielerin
- Ahmet Özcan (* 1995), schweizerisch-türkischer Fußballspieler
- Baydar Özcan (* 1950), Journalist und Poet in der Schweiz
- Berkay Özcan (* 1998), türkisch-deutscher Fußballspieler
- Celal Özcan (* 1954), deutsch-türkischer Journalist und Buchautor
- Ertekin Özcan (1946–2023), türkischer Lyriker und Jurist
- Gazanfer Özcan (1931–2009), türkischer Schauspieler
- Hüseyin Özcan (* 1988), türkischer Radrennfahrer
- Kadir Özcan (1952–2013), türkischer Fußballspieler und -trainer
- Mehmet Özcan (* 1998), türkischer Fußballspieler
- Murat Özcan, türkischer Fußballschiedsrichter
- Özgürcan Özcan (* 1988), türkischer Fußballspieler
- Ragıp Reha Özcan (* 1965), türkischer Schauspieler
- Ramazan Özcan (* 1984), österreichischer Fußballtorhüter
- Ramazan Özcan (Fußballspieler, 1997) (* 1997), türkischer Fußballspieler
- Salih Özcan (* 1998), deutscher Fußballspieler
- Sally Özcan (* 1988), deutsch-türkische Webvideoproduzentin
- Şener Özcan (* 1985), türkischer Fußballspieler
- Serden Özcan (* 1977), Betriebswirtler, Publizist und Hochschullehrer
- Şeref Özcan (* 1996), deutscher Fußballspieler
- Sultan Özcan (* 1965), türkische Politikerin
- Volkan Özcan (Schauspieler) (* um 1980), deutsch-türkischer Schauspieler
- Volkan Özcan (Fußballspieler) (* 1986), türkischer Fußballspieler
- Yasin Özcan (* 2006), türkischer Fußballspieler
- Yusuf Ziya Özcan (* 1951), türkischer Sozialwissenschaftler und Hochschulpolitiker